# Senatswahl in Tschechien 2024
Die Senatswahl in Tschechien 2024 fand am 20. und 21. September gemeinsam mit den Regionalwahlen statt. Die Stichwahl folgte eine Woche später, am 27. und 28. September.

## Wahlverfahren
Alle zwei Jahre werden ein Drittel der 81 Senatssitze (27 Sitze) für sechs Jahre neu besetzt. Dabei standen 2024 die Sitze der Wahlkreise 2, 5, 8, …, 80 zur Wahl. Der Senat wird in Einerwahlkreisen per Mehrheitswahl gewählt. Erhält keiner der Kandidaten eine absolute Mehrheit der Stimmen im ersten Wahlgang, findet eine Stichwahl zwischen den beiden bestplatzierten Kandidaten statt.

## Ergebnisse

### Zusammenfassung
Die Oppositionspartei ANO 2011 konnte sieben Sitze zulegen und hat nun zwölf Mandate. Größte Verliererin war die ODS von Ministerpräsident Petr Fiala mit fünf Sitzverlusten, allerdings konnte sie mit insgesamt 18 Mandaten Platz eins behaupten.
Die übrigen Regierungsparteien STAN-SLK (18 Sitze), KDU–ČSL (12 Sitze) und TOP 09 (7 Sitze, +1) konnten ihren Besitzstand halten. Die Regierungsfraktionen verfügen somit weiterhin über eine klare Mehrheit.
Die Wahlbeteiligung im ersten Wahlgang betrug 30,2 Prozent, im zweiten 17,5 Prozent.
- SOCDEM: 1
- Unabh.: 2
- Sonst.: 4
- SEN 21: 4
- Piráti: 1
- STAN/SLK: 18
- KDU: 12
- TOP 09: 7
- ODS: 18
- Svobodní: 1
- ANO: 12
- PŘÍSAHA: 1

- fraktionslos: 2
- SEN 21-Piráti: 5
- STAN: 18
- KDU: 12
- ODS-TOP 09: 31
- ANO: 14

| Partei | Partei                                                                  | Erster Wahlgang | Erster Wahlgang | Erster Wahlgang | Zweiter Wahlgang | Zweiter Wahlgang | Zweiter Wahlgang | Sitze ohne Neuwahl | Sitze insgesamt | ±  |
| Partei | Partei                                                                  | Stimmen         | %               | Sitze           | Stimmen          | %                | Sitze            | Sitze ohne Neuwahl | Sitze insgesamt | ±  |
| ------ | ----------------------------------------------------------------------- | --------------- | --------------- | --------------- | ---------------- | ---------------- | ---------------- | ------------------ | --------------- | -- |
|        | ANO 2011 (ANO)                                                          | 224 350         | 28,27           | 2               | 157 287          | 40,27            | 6                | 4                  | 12              | +7 |
|        | Občanská demokratická strana (ODS)                                      | 125 449         | 16,81           | 0               | 92 424           | 23,66            | 5                | 13                 | 18              | −5 |
|        | Starostové a nezávislí (STAN)                                           | 87 734          | 11,06           | 0               | 53 498           | 13,70            | 5                | 10                 | 15              | ±0 |
|        | Křesťanská a demokratická unie – Československá strana lidová (KDU-ČSL) | 46 518          | 5,86            | 1               | 15 635           | 4,00             | 1                | 10                 | 12              | ±0 |
|        | TOP 09                                                                  | 44 320          | 5,59            | 1               | 17 457           | 4,47             | 1                | 5                  | 7               | +1 |
|        | Svoboda a přímá demokracie (SPD)                                        | 42 733          | 5,39            | 0               | 3 318            | 0,85             | 0                | 0                  | 0               | ±0 |
|        | Sociální demokracie (SOCDEM)                                            | 28 479          | 3,59            | 1               |                  |                  |                  | 0                  | 1               | ±0 |
|        | Česká pirátská strana (Piráti)                                          | 21 107          | 2,66            | 0               |                  |                  |                  | 1                  | 1               | −1 |
|        | Komunistická strana Čech a Moravy (KSČM)                                | 14 321          | 1,80            | 0               | 6 097            | 1,56             | 0                | 0                  | 0               | ±0 |
|        | Senátor 21 (SEN 21)                                                     | 13 068          | 1,65            | 0               | 6 862            | 1,76             | 1                | 3                  | 4               | ±0 |
|        | Svobodní                                                                | 12 352          | 1,56            | 0               |                  |                  |                  | 1                  | 1               | ±0 |
|        | Starostové pro Liberecký kraj (SLK)                                     | 8 491           | 1,07            | 0               | 14 299           | 3,66             | 1                | 2                  | 3               | +1 |
|        | Přísaha                                                                 | 8 099           | 1,02            | 0               | 8 614            | 2,21             | 1                | 0                  | 1               | +1 |
|        | Ostravak                                                                | 4 425           | 0,56            | 0               |                  |                  |                  | 0                  | 0               | −1 |
|        | Nezávislí (NEZ)                                                         | 2 940           | 0,37            | 0               |                  |                  |                  | 1                  | 1               | ±0 |
|        | Tábor 2020                                                              |                 |                 |                 |                  |                  |                  | 1                  | 1               | ±0 |
|        | ProMOST                                                                 |                 |                 |                 |                  |                  |                  | 1                  | 1               | ±0 |
|        | Hradecký demokratický klub                                              |                 |                 |                 |                  |                  |                  | 1                  | 1               | ±0 |
|        | Unabhängige                                                             | 27 928          | 3,52            | 0               | 15 110           | 3,87             | 1                | 1                  | 2               | −3 |
|        | Sonstige Parteien                                                       | 81 175          | 10,24           | 0               |                  |                  |                  | 0                  | 0               | ±0 |
| Total  | Total                                                                   | 793 489         | 100,00          | 5               | 390 601          | 100,00           | 22               | 54                 | 81              | ±0 |

### Wahlkreisergebnisse

Wahlkreisgewinner nach Parteizugehörigkeit

|  | ANO 2011 Starostové a nezávislí / Starostové pro Liberecký kraj Občanská demokratická strana Křesťanská a demokratická unie – Československá strana lidová TOP 09 Senátor 21 Sociální demokracie Přísaha Česká pirátská strana Svobodní Sonstige Parteien / Parteilose |

| Wahlkreis               | Bisheriger Senator | Partei | Partei   | Neuer Senator              | Partei | Partei  | % (Stichwahl) |
| ----------------------- | ------------------ | ------ | -------- | -------------------------- | ------ | ------- | ------------- |
| 2 – Sokolov             | Miroslav Balatka   |        | STAN     | Jana Mračková Vildumetzová |        | ANO     | 50,72 a       |
| 5 – Chomutov            | Přemysl Rabas      |        | SEN 21   | Přemysl Rabas              |        | SEN 21  | 52,95         |
| 8 – Rokycany            | Pavel Karpíšek     |        | ODS      | Miroslav Kroc              |        | STAN    | 56,12         |
| 11 – Domažlice          | Vladislav Vilímec  |        | ODS      | Jan Látka                  |        | ANO     | 55,00         |
| 14 – České Budějovice   | Ladislav Faktor    |        | unabh.   | Zbyněk Sýkora              |        | ODS     | 68,23         |
| 17 – Praha 12           | Pavel Fischer      |        | unabh.   | Pavel Fischer              |        | TOP 09  | 53,63 a       |
| 20 – Praha 4            | Jiří Drahoš        |        | STAN     | Jiří Drahoš                |        | STAN    | 74,26         |
| 23 – Praha 8            | Lukáš Wagenknecht  |        | Piráti   | Vladimíra Ludková          |        | ODS     | 67,48         |
| 26 – Praha 2            | Marek Hilšer       |        | unabh.   | Miroslav Bárta             |        | STAN    | 54,52         |
| 29 – Litoměřice         | Ladislav Chlupáč   |        | ODS      | Ondřej Štěrba              |        | ANO     | 63,21         |
| 32 – Teplice            | Hynek Hansa        |        | ODS      | Jan Schiller               |        | ANO     | 57,20         |
| 35 – Jablonec nad Nisou | Jaroslav Zeman     |        | ODS      | Lena Mlejnková             |        | SLK     | 62,92         |
| 38 – Mladá Boleslav     | Raduan Nwelati     |        | ODS      | Ondřej Lochman             |        | STAN    | 60,84         |
| 41 – Benešov            | Zdeněk Hraba       |        | STAN     | Zdeněk Hraba               |        | ODS     | 67,10         |
| 44 – Chrudim            | Jan Tecl           |        | ODS      | Jan Tecl                   |        | ODS     | 52,00         |
| 47 – Náchod             | Martin Červíček    |        | ODS      | Martin Červíček            |        | ODS     | 62,18         |
| 50 – Svitavy            | Michal Kortyš      |        | ODS      | David Šimek                |        | KDU-ČSL | 57,36         |
| 53 – Třebíč             | Hana Žáková        |        | STAN     | Hana Žáková                |        | STAN    | 56,22         |
| 56 – Břeclav            | Rostislav Koštial  |        | ODS      | Robert Šlachta             |        | Přísaha | 58,88         |
| 59 – Brno-město         | Mikuláš Bek        |        | STAN     | Břetislav Rychlík          |        | TOP 09  | 67,80         |
| 62 – Prostějov          | Jitka Chalánková   |        | unabh.   | František Jura             |        | ANO     | 72,43         |
| 65 – Šumperk            | Miroslav Adámek    |        | ANO      | Stanislav Balík            |        | unabh.  | 54,25         |
| 68 – Opava              | Herbert Pavera     |        | TOP 09   | Tomáš Navrátil             |        | ANO     | 63,68         |
| 71 – Ostrava-město      | Leopold Sulovský   |        | Ostravak | Martin Bednář              |        | ANO     | 51,84 a       |
| 74 – Karviná            | Petr Vícha         |        | SOCDEM   | Petr Vícha                 |        | SOCDEM  | 58,33 a       |
| 77 – Vsetín             | Jiří Čunek         |        | KDU-ČSL  | Jiří Čunek                 |        | KDU-ČSL | 56,76 a       |
| 80 – Zlín               | Patrik Kunčar      |        | KDU-ČSL  | Oldřich Hájek              |        | ANO     | 52,16         |